# リンダ・ブレアのグロテスク
『リンダ・ブレアのグロテスク』（英: Grotesque）は1988年のホラー映画。『エクソシスト』に主演をしたリンダ・ブレアが出演している。

## あらすじ
特殊メイクアップ・アーティストのクルーガーの娘リサは、友人と共に山中にある父の家を訪ねた。その夜、父の家へ目をつけていた殺人狂の強盗団が押し入り、リサたちを暴行をした挙げ句、次々と殺害していく。
リサを瀕死にさせ、彼女の友人を殺害し終えた強盗達だが、彼らの前に隠し部屋で育てられていた奇形の青年パトリックが現れ、復讐を始める。強盗団はリーダーのスクラッチとシェリー以外はパトリックに殺害されてしまう。しかし、駆け付けてきた叔父ロッドの通報した警察達がパトリックを怪物だと勘違いし射殺する。スクラッチとシェリーはこれを利用して被害者のふりをして逃げようとするが、怪しんだ警察は署で二人に尋問をする。
ロッドにより病院に運ばれたリサだったが、入院中に急死してしまう。彼女が回復し目を覚ますことだけが真実を知る唯一の方法であったため、スクラッチらは証拠不十分で釈放されてしまう。ロッドは署から出てきた二人を銃で脅し拉致する。二人を自宅に監禁したロッドは自分がパトリックの父親だと語り出し、クルーガーとの関係を明らかにし始める。ロッドが育児放棄した彼の息子を、弟想いの兄であるクルーガーが代わりに世間から隠し育ていたのだった。さらに、ロッド自身も奇形であり、兄が特殊メイク技術で弟の顔を正常に見えるよう仮面を作っていたのだ。
素顔を表したロッドは、スクラッチらに強引に形成手術を施し、奇形顔にしてしまう。…しかし、このあと予期せぬ展開が待ち受けていたのだ…。

## キャスト
- リサ - リンダ・ブレア
- オービル・クルーガー - ガイ・ストックウェル
- キャシー - ドナ・ウィルクス
- ロッド - タブ・ハンター
- スクラッチ - ブラッド・ウィルソン
- シェリー - ミシェル・ベンスーサン
- ギブス - ネルス・ヴァン・パタン
- マットソン - チャールズ・ディアコップ
- エリック - ロバート・ツダール
- ジム・フルトン - チャック・モレル
- ブレーン - リンカーン・テイト
- ドナ - シャロン・ヒューズ
- ベル - バンキィ・ジョーンズ
- オールドレディ - ルアナ・パットン
- パトリック - ボブ・アピサ
- マリンダ - アルバ・メゴワン
- ピート - レイ・スターリング
- サンディ - トレイシー・ハッチソン
- ヤングレディ - ステイシー・アルデン
- ハンター - チャック・フォスター
- チャーリー - ジョー・トルナトーレ
- フランク・N・スティン - マイク・レーン
- フランケンシュタインの怪物 - ドン・トルナトーレ
- 狼男 - ジェフ・リチャード

## スタッフ
- 製作：マイク・レーン、チャック・モレル
- 監督：ジョー・トルナトーレ
- 脚本：マイケル・エンジェル
- 撮影：ビル・ディクソン
- 音楽：ビル・ルーズ、ジャック・コーカリー
- 上映時間：89分